# Shinji Tarutoko

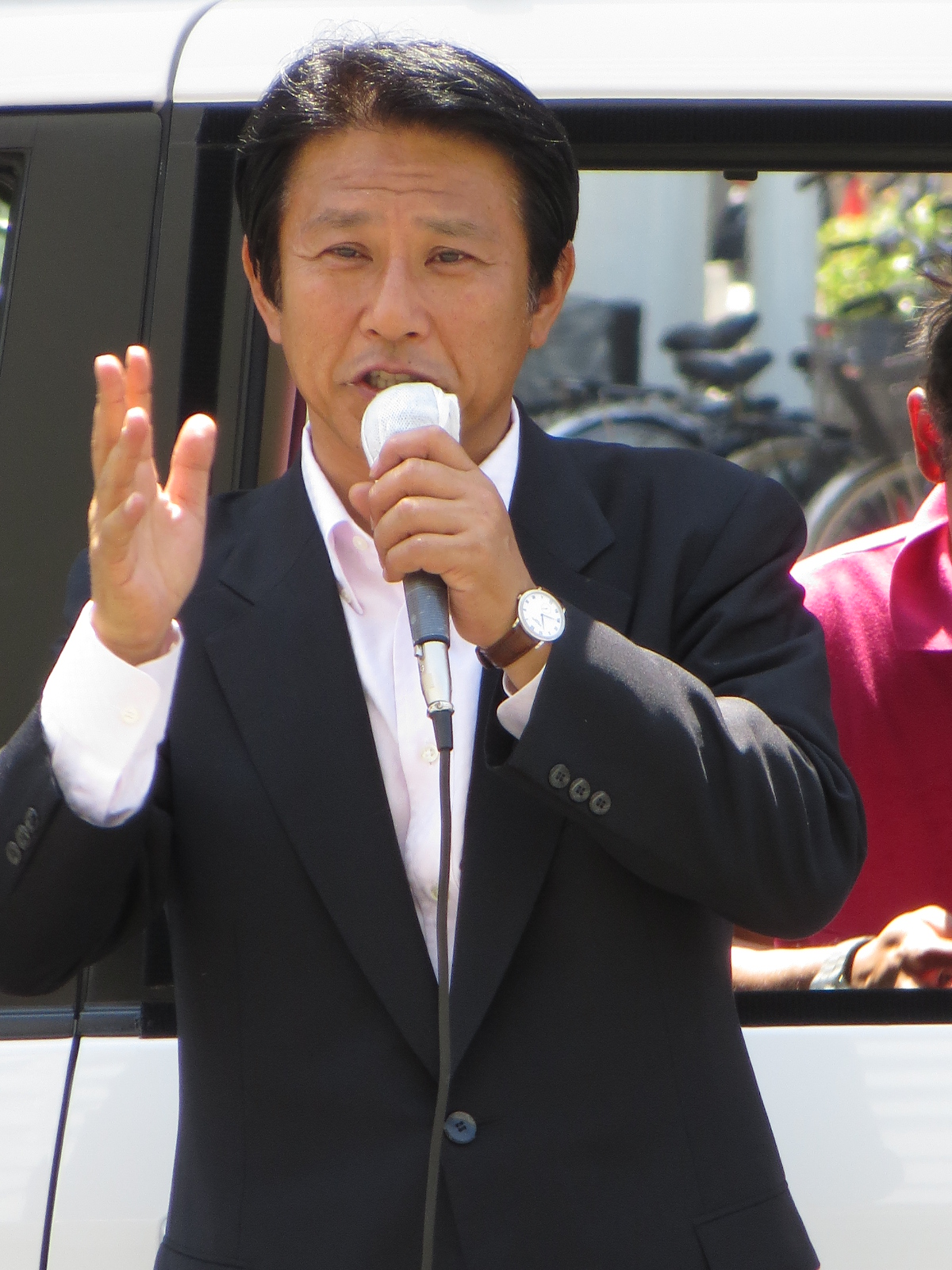
Shinji Tarutoko

Shinji Tarutoko (jap. 樽床 伸二, Tarutoko Shinji; * 6. August 1959 in der Präfektur Shimane) ist ein parteiloser japanischer Politiker und ehemaliger Abgeordneter im Shūgiin, dem Unterhaus des Nationalparlaments. 2012 war für mehrere Monate Minister für Innere Angelegenheiten und Kommunikation.
Tarutoko, Absolvent der Universität Osaka und des Matsushita Seikei Juku (engl. Matsushita Institute of Government and Management), kandidierte erstmals als Unabhängiger bei der Wahl von 1990 für das Shūgiin, erhielt aber im 7. Wahlkreis Osaka (3 Mandate) nur rund 35 Tausend Stimmen. Bei der Shūgiin-Wahl 1993 landete er als Kandidat der Neuen Japan-Partei auf Platz drei und war somit erstmals gewählt. Seit der Wahlrechtsreform von 1994 tritt er im 12. Wahlkreis Osaka an, den er viermal gewann. Lediglich 2005 unterlag er Tomokatsu Kitagawa (LDP) und verfehlte mit einem schlechten Wahlkreisergebnis auch die Wiederwahl im Verhältniswahlblock Kinki.
Nach dem Scheitern der Anti-LDP-Koalition 1994 gehörte Tarutoko zunächst zur Neuen Fortschrittspartei, dann zur From Five von Morihiro Hosokawa und schließlich zur Demokratischen Partei, wo er unter anderem Vorsitzender des Mobilisierungsausschusses und stellvertretender Generalsekretär war. Innerparteilich gehörte er zur Noda-Gruppe. 2001 war er Mitglied als Schattenminister für das MLIT Mitglied des „Next Cabinet“ des Parteivorsitzenden Yukio Hatoyama. Im Shūgiin gehörte er unter anderem dem Ausschuss für Bildung, Kultur, Sport, Wissenschaft und Technologie an.
2009 gewann die Demokratische Partei die Shūgiin-Wahl mit einem Erdrutsch, und Tarutoko kehrte ins Parlament zurück. Er wurde anschließend Vorsitzender des Umweltausschusses des Shūgiin. 2010 kandidierte er bei der Wahl des Parteivorsitzenden gegen Naoto Kan um die Nachfolge des zurückgetretenen Yukio Hatoyama. Er wurde dabei von Teilen der Ozawa-Gruppe des scheidenden Generalsekretärs Ichirō Ozawa unterstützt, unterlag jedoch bei der Abstimmung unter den DPJ-Abgeordneten beider Kammern.
Bei der dritten Kabinettsumbildung vom Premierminister Yoshihiko Noda wurde er am 1. Oktober 2012 Minister für Innere Angelegenheiten und Kommunikation.
Bei der Shūgiin-Wahl 2012 wurde Tarutoko im Wahlkreis Osaka 12 mit 25,5 % der Stimmen nur Dritter hinter Tomokatsu Kitagawa (LDP) und Ryōma Ishii (Minna no Tō); auf der DPJ-Verhältniswahlliste in Kinki (die nur aus Wahlkreiskandidaten bestand, alle auf dem Listenplatz 1) wurde er damit Elfter und verfehlte somit auch die Wiederwahl im Verhältniswahlblock klar. 2014 unterlag er mit 25,2 % der Stimmen erneut Kitagawa (40,0 %).
2016, als die Demokratische Partei in der Demokratischen Fortschrittspartei aufging, verließ er die Partei.
Tarutoko hatte ursprünglich für die nächste Wahl zum Shūgiin eine Wahlkreiskandidatur als Unabhängiger geplant. Zur Shūgiin-Wahl 2017 schloss er sich aber der Kibō no Tō, der „Partei der Hoffnung“, um Tokios Gouverneurin Yuriko Koike an. Tarutoko kandidierte nur bei der Verhältniswahl in Kinki und wurde aber, alleine vor die Doppelkandidaten auf den Listenplatz 1 gesetzt, sicher gewählt, obwohl die Partei dort nur rund elf Prozent der Stimmen und drei Sitze gewann. An der Fusion des Großteils der Kibō no Tō mit der Demokratischen Fortschrittspartei beteiligte er sich nicht und wurde parteilos. Im Januar 2019 trat er als Abgeordneter zurück, um bei der durch Kitagawas Tod nötigen Nachwahl im April 2019 wieder für den Mehrheitswahlsitz Osaka 12 zu kandidieren.